# Estado Barrera Indio

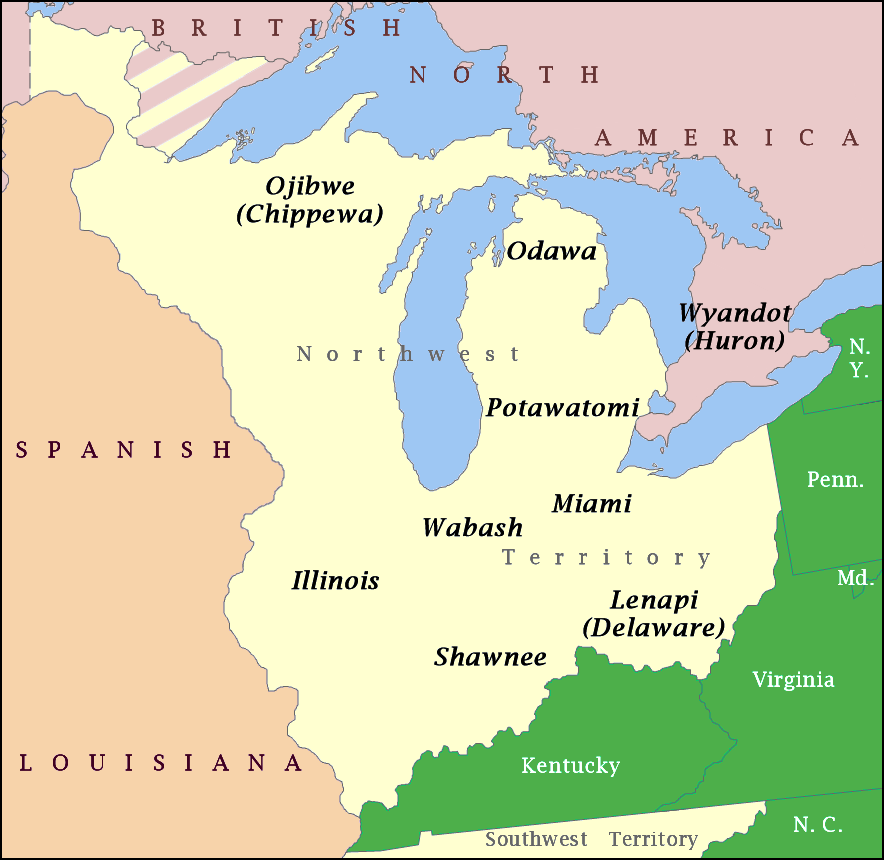
Distribución de las tribus indias en la zona de los Grandes Lagos para la década de 1790.

El Estado Barrera Indio o Estado tapón fue una propuesta británica para establecer un Estado Americano Nativo en la zona de la región de los Grandes Lagos de Norteamérica, al oeste de los Apalaches y delimitada por los ríos Ohio y Misisipi y los Grandes Lagos. El concepto de establecer un estado de este tipo, concebido a finales de la década de 1750, fue parte de un plan a largo plazo para reconciliar a las tribus indias con el dominio británico y disminuir las hostilidades entre las tribus y el ejército británico tras su victoria en la guerra franco-india o guerra de la Conquista. Después de que la región fuera vinculada a Estados Unidos en el Tratado de París de 1783 que puso fin a la Guerra de Independencia de los Estados Unidos, los oficiales británicos continuaron sus esfuerzos para organizar las diversas tribus dentro de ella en una especie de Confederación que formaría la base de un Estado Indio, independiente de los Estados Unidos y bajo su tutela, como una forma de proteger el comercio de pieles norteamericano en la región y para bloquear la expansión americana hacia el oeste.
Entre los defensores más fervientes del plan estaban el líder Mohawk, Joseph Brant y el vicegobernador del Alto Canadá John Graves Simcoe. En 1814 el gobierno británico abandonó sus esfuerzos de crear tal Estado con la firma del Tratado de Gante con los Estados Unidos.

## Historia

### Proclamación de 1763
Los británicos propusieron primero un Estado barrera en discusiones con Francia en 1755. Sin embargo, en 1763, Gran Bretaña tomó el control de toda la tierra Este del Misisipi y, por tanto, las negociaciones con Francia se hicieron irrelevantes. En cambio, los británicos impusieron la Proclamación real de 1763, la cual fue diseñada para mantener a los colonos estadounidenses al este de los Apalaches y físicamente separados de los principales asentamientos indígenas. La Proclamación dejó el Oeste bajo el control británico, pero alienó a las colonias del Este, que tenía derechos legales sobre la mayor parte de la tierra involucrada. Además, los gobernadores coloniales británicos habían otorgado grandes extensiones de tierra en lugar de pagar el salario a los soldados, quienes lucharon en nombre de Inglaterra, como el coronel George Washington, quien luchó duro para asegurar que los veteranos de Virginia y él recibieran sus recompensas prometidas. Hubo una gran confusión legal durante la siguiente década.

### Revolución Americana
A través de la Ley de Quebec de 1774, Inglaterra convirtió las tierras del Oeste en parte de Quebec, es decir, estarían bajo el control de los gobernadores británicos con sede en Quebec. Esta es una de las Leyes Intolerables que eventualmente condujeron a la Revolución Americana. Las tierras del Oeste estaban duramente disputadas durante la Revolución, con los Patriotas ganando primero el control, y los británicos recuperándose en 1780-1782.
En las negociaciones del tratado de paz de 1782, los franceses presentaron una propuesta que daría a los británicos el control al norte del río Ohio, con las tierras al sur del río Ohio y al este del río Misisipi divididas en dos Estados Indios. El Estado al Sureste estaría bajo la supervisión estadounidense y el Estado al Suroeste estaría bajo la supervisión española. Los estadounidenses rechazaron el plan. El Tratado de París definitivo otorgó las tierras del Oeste a los Estados Unidos, con el Canadá británico al norte, la Florida española al sur y la Luisiana española al oeste. Los británicos abandonaron en gran medida a los aliados indios viviendo en la nueva nación. No eran parte del tratado y no lo reconocieron hasta que fueron derrotados militarmente por Estados Unidos. Sin embargo, los británicos prometieron ayudar a los indios y les vendieron armas y suministros y (hasta 1796) mantuvieron fuertes en el territorio estadounidense.
Los objetivos británicos a largo plazo eran mantener relaciones amistosas con los indios, apoyar el valioso comercio de pieles con sede en Montreal y evitar la guerra de bajo grado entre las tribus indias y los colonos estadounidenses. El Congreso de la Confederación de los Estados Unidos organizó toda la región al norte del Ohio en el Territorio del Noroeste en 1787, con un mecanismo para crear nuevos estados una vez que un área había ganado suficiente población. Dos años antes, el Congreso había aprobado la Ordenanza de Tierras de 1785, que proporcionó un medio para el rápido levantamiento y venta de tierras públicas en la región, fomentando así el asentamiento organizado.

### Década de 1790
A principios de la década de 1790, los oficiales británicos hicieron en Canadá un esfuerzo agresivo para organizar las diversas tribus en una especie de Confederación que formaría la base de un Estado indio. Un impulso importante fue el éxito de los indios en la destrucción de una cuarta parte de todo el ejército de Estados Unidos en la St. Clair’s Defeat (también conocida como la Batalla de Wabash), en noviembre de 1971. Los británicos fueron sorprendidos y deleitados por el éxito de los indios, a quienes habían estado apoyando y armando durante años. Hacia 1794, usando su base en Detroit (teóricamente en territorio estadounidense), distribuyeron suministros y municiones a numerosas tribus indias, incluyendo los Cayugas, Cherokees, Chillicothes, Connoys, Delawares, Duquanias, Kickapoos, Mahicans, Maquitches, Miamis, Mingos, Mohawks, Munseys, Nanticokes, Odawas, Oneidas, Shawnees, Pickaways, Tuscaroras y Waliatamakis.
Los planes británicos fueron desarrollados en Canadá, pero en 1794 el gobierno en Londres cambió de rumbo y decidió que era necesario ganar el favor estadounidense, desde que había estallado una gran guerra con Francia. Londres dejó en el aire la idea del Estado barrera y abrió negociaciones amistosas con los estadounidenses que condujeron al Tratado de Jay de 1794. Una disposición fue que los británicos accedieron a las peticiones estadounidenses de retirar sus fuertes del territorio estadounidense en Míchigan y Wisconsin. Sin embargo, los británicos desde sus fuertes en el Alto Canadá continuaron suministrando municiones a los indios que vivían en Estados Unidos.

### Guerra de 1812
La Guerra de 1812 en el Oeste fue librada por el control de lo que sería el Estado barrera. Los británicos lograron importantes avances en 1812, cuando el ejército estadounidense se rindió con Detroit y los aliados indios tomaron el control de partes del Ohio, Indiana e Illinois, así como de todo de Míchigan y Wisconsin y puntos al Oeste. Sin embargo, en 1813, los estadounidenses hicieron retroceder y las fuerzas indias abandonaron los distritos del sur para apoyar a Tecumseh y a los ingleses. Los estadounidenses tomaron el control del Lago Erie, derrotaron a los ingleses en la Batalla del Támesis en el Alto Canadá y mataron a Tecumseh. La mayor parte de su alianza se rompió.
Hacia 1814, los estadounidenses controlaban todo Ohio, toda Indiana, Illinois al sur de Peoria y la región de Detroit en Míchigan. Los británicos y sus aliados indios controlaban el resto de Míchigan y todo Wisconsin. Con los estadounidenses en control del Lago Erie y el suroeste del Alto Canadá, los británicos fueron en gran parte aislados de sus unidades en Míchigan y Wisconsin. Reforzarlos e incluso traer suministros de armas y pólvora fue bastante difícil. En todo momento, los negociadores estadounidenses en Gante en 1814 se negaron a negociar ningún estado amortiguador. Insistieron en respetar los términos del Tratado de Paz de París y el Tratado de Jay, que asignaba a Estados Unidos todo el control sobre Míchigan, Wisconsin y puntos al Sur.
En 1814, el liderazgo británico en Londres se dio cuenta de que el comercio pacífico con Estados Unidos, como lo deseaban los comerciantes británicos, superaba con creces en valor el comercio de pieles, que era la base económica del Estado barrera y perdió todo lo que deseará hacer de todos modos después, sufriendo varias derrotas importantes a manos de las fuerzas estadounidenses durante la guerra. Por lo tanto, abandonaron sus demandas de un Estado barrera y de control militar sobre los Grandes Lagos. El Tratado de Gante dispuso la restauración de los límites anteriores a la guerra, que determinan la mayoría del tramo Este de la frontera moderna entre Canadá y Estados Unidos. El tratado también garantizaba derechos a los indígenas que vivían en Estados Unidos. Después de la guerra, Estados Unidos negoció (a veces por la fuerza) una serie de tratados con los indios en los que fueron comprados sus derechos territoriales, y los indios fueron asignados a reservas cerca de sus hogares originales o trasladados a reservas más al Oeste.